# 真如寺川
真如寺川（しんにょじがわ）は、大阪府高槻市北部を流れる川。芥川の支流であり、淀川の2次支流。一級河川の起点は高槻市浦堂2丁目。

## 流域
大阪府高槻市北部を流れる、芥川の支流。高槻市浦堂2丁目を一級河川の起点とする。他に、「寺谷川」とも称される。安岡寺町北部の丘陵に発し南流したあと、安岡寺町と寺谷町の町境を流れ浦堂地区を貫流し、西真上一丁目と二丁目の境界付近で芥川左岸に注ぐ。高度成長期に造成・開発された住宅地の中を流れるため護岸工事がなされており、コンクリートによって覆われた三面張りの都市河川と化している。

## 流域の自治体
大阪府高槻市のみ。